# Estação Kamennaya Gorka

Estação de Kamennaya Gorka

Kamennaya Gorka é uma das estações terminais da linha Avtozavodskaya do metro de Minsk, na Bielorrússia.